# Christopher Samba
Veijeany Christopher Samba (Créteil, 28 de março de 1984) é um futebolista congolês nascido na França que atua como zagueiro. Atualmente, joga pelo Aston Villa.